# IC 1460
IC 1460 — галактика типу E2 () у сузір'ї Риби.
Цей об'єкт міститься в оригінальній редакції індексного каталогу.